# Zyprische Euromünzen
Die zyprischen Euromünzen sind die von der Republik Zypern in Umlauf gebrachten Münzen der gemeinsamen europäischen Währung Euro.
Am 29. April 2005 trat Zypern dem europäischen Wechselkursmechanismus II bei zu einem Leitkurs von 1 EUR = 0,585274 CYP und durfte um diesen Mittelkurs ± 15 % schwanken.
Am 13. Februar 2007 wurde bekannt, dass Zypern einen Beitrittsantrag zur Eurozone zum 1. Januar 2008 stellen wird. Der Beitrittsantrag wurde daraufhin von der EU-Kommission geprüft.
Am 16. Mai 2007 gaben die EU-Kommission und die Europäische Zentralbank bekannt, dass Zypern zum 1. Januar 2008 den Euro einführen könne. Diese Entscheidung wurde am 21. Juni 2007 auf dem EU-Gipfel in Brüssel von den Staats- und Regierungschef der EU offiziell bestätigt. Am 1. Januar 2008 wurde der Euro zu einem Wechselkurs von 1 EUR = 0,585274 CYP offiziell in Zypern gesetzliches Zahlungsmittel.

## Umlaufmünzen
Am 14. Oktober 2005 ging ein nationaler Wettbewerb zur Gestaltung der Münzen zu Ende. Der US-Amerikaner Erik Maell und die Griechin Tatiana Soteropoulos wurden beauftragt, alle drei Münzmotive zu gestalten:
- 1 Cent, 2 Cent, 5 Cent: Der Zypern-Mufflon, ein zypriotisches Wildschaf (stellvertretend für die Natur).
- 10 Cent, 20 Cent, 50 Cent: Das antike Schiff von Kyrenia (stellvertretend für das Meer).
- 1 Euro, 2 Euro: Das Idol von Pomos, eine weibliche – wahrscheinlich ein Fruchtbarkeitssymbol darstellende – 5000 Jahre alte Figur der Kupfersteinzeit,[1] ausgestellt im Archäologischen Museum von Nikosia.

Zusätzlich wurde festgelegt, dass der Name Zypern in den beiden Landessprachen Griechisch (ΚΥΠΡΟΣ) und Türkisch (KIBRIS) im Entwurf berücksichtigt werden musste.
Auf den gemeinsamen Seiten der 10-, 20- und 50-Cent- sowie der 1- und 2-Euro-Münzen wird Zypern mehrere hundert Kilometer westlich seiner wahren Position dargestellt. Auf den 10-, 20- und 50-Cent-Münzen erscheint es südlich von Kreta, auf den 1- und 2-Euro-Münzen direkt östlich des griechischen Festlandes. Der ursprünglich von der EU-Kommission favorisierte Entwurf hatte vorgesehen, Teile der Türkei mit abzubilden und hätte somit Zypern korrekt angezeigt; er wurde jedoch vom EU-Ministerrat abgelehnt.
| 0,01 €             | 0,02 €         | 0,05 €                                                 |
| ------------------ | -------------- | ------------------------------------------------------ |
| 1 Cent Zypern      | 2 Cent Zypern  | 5 Cent Zypern                                          |
| Mufflon            |                |                                                        |
| 0,10 €             | 0,20 €         | 0,50 €                                                 |
| 10 Cent Zypern     | 20 Cent Zypern | 50 Cent Zypern                                         |
| Schiff von Kyrenia |                |                                                        |
| 1,00 €             | 2,00 €         | Rand der 2-€-Münze                                     |
| 1 Euro Zypern      | 2 Euro Zypern  |                                                        |
| Idol von Pomos     | Idol von Pomos | „2 Euro“, abwechselnd auf Griechisch und auf Türkisch. |

## 2-Euro-Gedenkmünzen
| Nr. | Bild | Ausgabedatum Bildreferenz | Anlass                                                                                      | Amtsblatt Referenz | Auflage   |
| --- | ---- | ------------------------- | ------------------------------------------------------------------------------------------- | ------------------ | --------- |
| 1   |      | 5. Januar 2009            | Zehnjähriges Bestehen der Wirtschafts- und Währungsunion (WWU) Euro-16-Gemeinschaftsausgabe | [ 3 ] [ 4 ]        | 1.000.000 |
| 2   |      | 13. Februar 2012          | 10. Jahrestag der Einführung des Euro-Bargelds Euro-17-Gemeinschaftsausgabe                 | [ 6 ] [ 7 ]        | 1.000.000 |
| 3   |      | 30. November 2015         | Dreißigjähriges Bestehen der Europaflagge Euro-19-Gemeinschaftsausgabe                      | [ 9 ] [ 10 ]       | 0.350.000 |
| 4   |      | 3. November 2017          | Paphos Kulturhauptstadt Europas 2017                                                        | [ 12 ] [ 13 ]      | 0.430.000 |
| 5   |      | 14. Dezember 2020         | 30 Jahre Institut für Neurologie und Genetik                                                | [ 15 ] [ 16 ]      | 0.412.000 |
| 6   |      | 1. Juli 2022              | 35 Jahre Erasmus-Programm Euro-19-Gemeinschaftsausgabe                                      | [ 18 ] [ 19 ]      | 0.412.000 |
| 7   |      | 2. Oktober 2023           | 60 Jahre Zentralbank von Zypern                                                             | [ 21 ] [ 22 ]      | 0.412.000 |
| 8   |      | 27. November 2024         | 20. Jahrestag des EU-Beitritts                                                              | [ 23 ]             | 0.007.000 |

## Prägestätten
Die zyprischen Kurs- und Sammlermünzen der Jahre 2008 und 2009 wurden von der Suomen Rahapaja in Vantaa, Finnland geprägt. Dagegen wurde die 2-Euro-Gedenkmünze von 2009 von der Königlich Niederländischen Münze hergestellt. Seit 2010 produziert die griechische Prägestätte in Athen alle zyprischen Euromünzen.

## Sammlermünzen
Es folgt eine Auflistung aller Sammlermünzen Zyperns bis 2021.

### 5 Euro
| Thema                                                                          | Ausgabedatum      | Auflage |
| ------------------------------------------------------------------------------ | ----------------- | ------- |
| Material: 92,5 % Silber, 7,5 % Kupfer – Durchmesser: 38,61 mm – Masse: 28,28 g |                   |         |
| Zyperns Beitritt zur Eurozone                                                  | 11. November 2008 | 15.000  |
| 50 Jahre Republik Zypern                                                       | 2. November 2010  | 05.000  |
| Zyperns Präsidentschaft des Rates der EU                                       | 9. Juli 2012      | 08.000  |
| 50 Jahre Zentralbank von Zypern                                                | 25. November 2013 | 04.000  |
| 100. Geburtstag von Costas Montis                                              | 2014              | 01.500  |
| Göttin Aphrodite                                                               | 2015              | 04.000  |
| 150. Geburtstag des Dichters Dimitris Lipertis                                 | 2016              | 01.500  |
| 100. Todestag des Dichters Vasilis Michaelides                                 | 2017              | 02.000  |
| Zypern – 10 Jahre Euro                                                         | 2018              | 02.000  |
| 30 Jahrestag der Gründung der Universität von Zypern                           | 2019              | 02.000  |
| Leda und der Schwan                                                            | 2020              | 02.000  |
| 60 Jahre seit dem Beitritt Zyperns zur UNESCO                                  | 29. November 2021 | 02.000  |
| Teufel des alten Königreichs Amathous                                          | 2022              | 02.000  |
| Apollon Hylates                                                                | 2023              | 02.000  |

### 20 Euro
| Thema                                                                       | Ausgabedatum      | Auflage |
| --------------------------------------------------------------------------- | ----------------- | ------- |
| Material: 91,7 % Gold, 8,3 % Kupfer – Durchmesser: 22,05 mm – Masse: 7,98 g |                   |         |
| 50 Jahre Republik Zypern                                                    | 2. November 2010  | 00.750  |
| 50 Jahre Zentralbank von Zypern                                             | 25. November 2013 | 01.000  |
| 60 Jahre seit dem Beitritt Zyperns zur UNESCO                               | 2021              | 01.000  |